# Mathenay
Mathenay es una localidad y comuna francesa situada en la región de Franco Condado, departamento de Jura, en el distrito de Lons-le-Saunier y cantón de Arbois.

## Demografía
| 100 | 79 | 80 | 85 | 77 | 93 | 288 |
| Para los censos de 1962 a 1999 la población legal corresponde a la población sin duplicidades (Fuente: INSEE [Consultar]) |    |    |    |    |    |     |